# Glypta vulgaris
Glypta vulgaris är en stekelart som beskrevs av Cresson 1870. Glypta vulgaris ingår i släktet Glypta och familjen brokparasitsteklar. Inga underarter finns listade i Catalogue of Life.